# Ernst Wilhelm Gottlieb Kircher
Ernst Wilhelm Gottlieb Kircher (geboren am 25. September 1758 in Gernrode im Fürstentum Anhalt-Bernburg; gestorben am 22. August 1830 in Goslar) war ein deutscher Buchdrucker und Verleger, der in Braunschweig und Goslar aktiv war.

## Leben
Kircher war der Sohn eines Kantors in Gernrode und übernahm im Juli 1783 die Druckerei „Simon Andreas Duncker“ in Goslar. Nachdem er dem heruntergewirtschafteten Unternehmen wieder zum Erfolg verholfen hatte, eröffnete er 1787 in Eimbeck eine Filiale. Er wollte zunächst auch eine Goslarsche Polizey und Commercien-Zeitung herausgeben, scheiterte jedoch, weil ihm die Lizenz wieder entzogen oder nicht erteilt wurde. Am 8. November 1787 zog er auf Wunsch des Schulrats Joachim Heinrich Campe, der 1786 die ehemalige Buchhandlung des Waisenhauses erworben hatte und dieser eine eigene Buchdruckerei angliedern wollte, nach Braunschweig und setzte in Goslar Johann Christoph Doelle als Faktor ein, der später Regierungsdrucker in Halberstadt wurde. Er richtete sogleich die neue Schulbuchhandlungsdruckerei ein, deren Leiter er bis 1790 war. Er pachtete diese und übernahm den Druckereibetrieb auf eigene Rechnung. Am 8. November 1794 kaufte er sie, um sie mit seiner Goslarschen Druckerei zusammenzuführen.
Herzog Karl Wilhelm Ferdinand erhob Einspruch gegen diesen Plan, da er nicht wollte, dass die Druckerei aus Braunschweig verlegt wird, da er den Betrieb von Campe finanziell unterstützt hatte. Campe, der in der Schuld des Herzogs stand, überredete Kircher, die Druckerei in Braunschweig zu belassen. Kircher blieb also zunächst in Braunschweig. Als Friedrich Bernhard Culemann 1799 in Königslutter einen Schulbuchverlag mit Druckerei gründete und Kircher einen massiven Rückgang der Aufträge für die Schulbuchhandlung befürchtete, verkaufte er die Druckerei an den Buchhändler Friedrich Vieweg. Um Pfingsten 1799 kehrte er nach Goslar zurück. Kircher war in Braunschweig zudem vom Herzog als Leiter der Französischen Buchdruckerei bestellt worden und hatte dort ein fixes Jahresgehalt von 400 Talern erhalten. Der Zweck dieses Unternehmens war es, der Französischen Revolution entgegenzuwirken. Er gab diese Stellung auf und die Druckerei wurde 1827 in Teilen an Friedrich Vieweg und Johann Heinrich Meyer verkauft.

## E. W. G. Kircher
In Goslar besaß Kircher eine Konzession zum Betrieb einer Spielkartenfabrik. Nach seiner Rückkehr überließ er diese seinem Bruder Konrad Kircher, der bisher die Filiale zu Eimbeck mit geringem Erfolg geleitet hatte. Des Weiteren hatte ihm der Rat der Stadt Goslar eine Konzession zum Betreiben einer Schriftgießerei erteilt, die er an den Stempelschneider Justus Erich Walbaum abtrat, der sechs Jahre später nach Weimar ging.
Kircher vergrößerte seine Druckerei, erweiterte das Angebot und legte eine Verlagsbuchhandlung an. 1793 veröffentlichte er die Anweisung in der Buchdruckerkunst, zum Unterricht für Drucker und Lehrlinge und gründete die Zeitung Goslarisches Wochenblatt oder Goslarsches Wochenblatt, die jedoch zunächst mit behördlichen Schwierigkeiten zu kämpfen hatte. Ab 1800 erschien sie regelmäßig und später ging aus diesen Anfängen die Goslarsche Zeitung hervor. Er gab die Monatsschrift Der Bergmann mit der Zither heraus und nahm 1820 seinen Sohn Johann Friedrich Gottfried als Teilhaber auf, so dass sie seither als „Kircher & Sohn“ beziehungsweise „E. W. D. Kircher & Sohn“ firmierten. Bereits 1824 überließ er diesem das Geschäft unter der Bedingung, dass ihm weiterhin die Redaktion und der Verlag des Wochenblattes obliegen sollten, das der Sohn kostenfrei für ihn drucken musste, und er bei freier Kost und Logis hier bleiben dürfe. Zudem stand ihm eine vom König von Preußen bewilligte Pension als Goslarscher Ratsbuchdrucker zu.
In der durch den Rückzug erhaltenen freien Zeit widmete er sich der Kunst des Steindrucks. Hierfür fertigte er eine Presse an und erhielt von der königlichen Berghauptmannschaft zu Clausthal eine Konzession, in Clausthal mit seinem Schwiegersohn die Steindruckerei „E. W. G. Kircher & W. Schrepf“ oder „E. W. G. Kircher & W. Schöpf“ zu betreiben. Doch schon bald nach der Gründung kam es zu Unstimmigkeiten zwischen beiden.
Johann Friedrich Gottfried Kircher erweiterte und verbesserte die übernommene Buchdruckerei und konnte auswärtige Auftraggeber gewinnen. Als ihm sein Schwiegervater Gerstenberg anbot, die von ihm gepachtete Waisenhaus-Buchdruckerei auf seine Kosten neu einzurichten und zu leiten, verkaufte er am 20. Juli 1827 die väterliche Buchdruckerei an Wolrad Philipp Brückner († 2. Februar 1837) und übernahm die Druckerei in Hildesheim.

## Familie
Am 14. Juli 1783 heiratete Kircher Friederike Catharine (Katharina) Wilhelmine Duncker, mit der er mehrere Kinder hatte:
- Johann Friedrich Gottfried Kircher (29. Juli 1794 – 14. Dezember 1862) wurde vom Vater in der Buchdruckerkunst unterrichtet und hatte sich mehrere Jahre hindurch in bedeutenden Buchdruckereien im Ausland weitergebildet. Er war mit einer Tochter des Buchhändlers und Musikverlegers Johann Daniel Gerstenberg (1758–1841) verheiratet, der den Gerstenberg-Verlag in Hildesheim gegründet hatte.
- Tochter ⚭ mit dem Lithographen Wilhelm Schöpf[4] (oder Schrepf)

## Werke (Auswahl)
Drucke
- Julius August Schoenijahn: Julius August Schoenijahn’s … gesammeltes Museum anatomicum. E. W. G. Kircher, Braunschweig 1792 (archive.org)
- Georg (Gumpertz) Levisohn: Der Mensch moralisch und physisch dargestellt. Ernst Wilhelm Gottl. Kircher, Braunschweig / Goslar 1797 (resolver.sub.uni-goettingen.de).
- Pigault-Lebrun: Die Freiherrn von Felsheim – ein komischer Roman welcher eine deutsche Geschichte enthält aber nicht aus dem Deutschen entlehnt ist. E. W. G. Kircher, Goslar 1799 (Teil 1, babel.hathitrust.org).
- Musikalisches Magazin. Heft 1–4, Braunschweig.

Schriften
- Gebrauch der Zeichen, welche in der Buchdruckereien zum Korrigiren gewöhnlich sind …; Für Schriftsteller und Korrektoren. 2., verbesserte Auflage, E. W. G. Kircher, Goslar 1794 (gdz.sub.uni-goettingen.de).
- Anweisung in der Buchdruckerkunst, so viel davon das Drucken betrifft – zum Unterricht für Drucker und ihre Lehrlinge. Schulbuchhandlung, Braunschweig 1793, doi:10.24355/dbbs.084-201109301109-0.